# Anthony Dickinson Sayre
Anthony Dickinson Sayre (ur. 29 kwietnia 1858 w Tuskegee, zm. 17 listopada 1931 w Montgomery) – amerykański prawnik i sędzia.

## Życiorys
Urodził się 29 kwietnia 1858 r. w Tuskegee. Po ukończeniu w 1878 r. studiów magisterskich na Roanoke College w Wirginii, wrócił do Alabamy, by podnosić kwalifikacje w biurze sędziego T. M. Arringtona z Montgomery. W 1880 r. otrzymał prawo wykonywania zawodu. Przez następne 30 lat reprezentował miasto Montgomery i hrabstwo Montgomery jako pełnomocnik. W latach 1883–1889 był woźnym sądowym sądu miasta Montgomery.
Od 1890 do 1893 r. był przedstawicielem hrabstwa Montgomery w stanowym Kongresie, a od 1894 do 1897 r. zasiadał w stanowym Senacie i pełnił funkcję jego przewodniczącego. W 1897 r. został wybrany sędzią sądu miejskiego w Montgomery, a w 1903 r. uzyskał reelekcję. Gdy sędzia Sądu Najwyższego Alabamy James R. Dowdell został wybrany przewodniczącym tego sądu, gubernator Braxton Bragg Comer mianował Sayre′a do na zwolnione miejsce, na którym zasiadał przez 22 lata. Ponadto był wieloletnim członkiem miejskiej rady szkolnej.
Żonaty z Minnie Buckner Machen (od 1884 r.), miał z nią sześcioro dzieci, w tym Zeldę Fitzgerald.
Zmarł 17 listopada 1931 r. w Montgomery.